# 鳌虾属
鳌虾属（学名：Cambarus）是螯虾科的一属。

## 下属物种
本属包括以下物种：